# Air Vallée

La cabina passeggeri del Fokker 50

L'aeroporto C. Gex di Aosta

Air Vallée S.p.A. è stata una compagnia aerea regionale, fondata nel 1987 ad Aosta e chiusa per fallimento nel 2018.

## Storia
Air Vallée fu fondata nel giugno 1987 da Ergom Automotive, diretto dall'imprenditore Francesco Cimminelli, acquisito dal gruppo Fiat nel 2007. La proprietà fu ceduta al gruppo genovese Europam nel luglio 2008. L'azienda controllava anche una società di noleggio elicotteri, la Helops - Air Vallée Helicopter Operations & Services Srl.
Air Vallée stabilì la base di armamento nell'aeroporto di Aosta e, nei primi anni, fu finanziata principalmente dall'amministrazione regionale. Le intenzioni erano infatti quelle di sviluppare progressivamente relazioni stabili con altre zone dell'Italia.
Le prime attività di volo, su base irregolare, debuttarono nel giugno 1988. Il 2 maggio 2000 furono finalmente inaugurati i primi voli di linea per Torino e poi anche Roma. Il velivolo impiegato fu il robusto bimotore Dornier 228JET di progettazione e costruzione tedesca.
A seguito di problematiche finanziarie ed operative nel novembre 2009 l'ENAC revocò la licenza di trasporto aereo.
Dopo aver esaminato il piano di ristrutturazione finanziaria, ENAC concesse il 15 gennaio 2010 alla società una nuova licenza provvisoria.
Dopo aver spostato, un poco inaspettatamente, la base di armamento nell'aeroporto di Rimini il 25 giugno 2010 Air Vallée ricominciò a volare con una rotta per Napoli.
A fine 2010 la società riprese a servire l'aeroporto di Aosta, esercendo però un'unica rotta per Angers (Francia), ma con l'orario estivo 2011 l'azienda abbandonò definitivamente lo scalo valligiano a causa della scarsità di passeggeri.
A fine 2011 Air Vallée spostò nuovamente la base nell'aeroporto di Parma e, tra gennaio e settembre 2012, effettuò un collegamento per Catania.
A seguito di varie cancellazioni e ritardi nell'esercizio dei voli, l'ENAC convocò il 18 aprile 2012 una riunione con i vertici della società (che si era ritrovata con un'improvvisa indisponibilità di aerei) nella quale sollecitò i responsabili a definire chiaramente e pubblicamente l'operativo dei voli. In difetto di ciò il 24 aprile 2013, ENAC sospese la licenza di esercizio e l'8 gennaio 2014 tutti i dipendenti furono licenziati. ll 3 marzo 2014 morì, a seguito di un incidente stradale, Michele Costantino, presidente ed amministratore delegato della società. Il controllo fu rilevato dal padre, Mario Costantino.
Nel maggio 2014 Air Vallée riprese le attività mentre, il 15 luglio 2014, ENAC riattivò la licenza di esercizio di trasporto aereo. Nel 2015 furono riattivati i voli regolari da Rimini, Pescara, Bari, Brindisi, Catania e Tirana. L'8 aprile 2016 l'imprenditore abruzzese Gianluca Pellino rilevò il 99% delle quote azionarie.
Il 30 aprile 2016 l'unico aereo in dotazione (un Fokker 50) effettuò un atterraggio di emergenza a Catania, dovuto alla mancata fuoriuscita del carrello anteriore. Secondo la relazione intermedia dell'ANSV, la causa della mancata estensione era riconducibile ad una errata procedura di manutenzione.
Per l'inizio dell'estate erano previsti due nuovi collegamenti tra gli aeroporti di Rimini e Pescara e l'aeroporto di Olbia, ma il 1º giugno Air Vallèe annunciò sul proprio sito la sospensione dei voli fino al 30 novembre a causa di "difficoltà tecniche". Contestualmente ENAC sospese di nuovo la licenza di esercizio di trasporto. Il 14 settembre il Fokker 50 (unico aereo in flotta) fu restituito al proprietario. Nel successivo mese di dicembre ENAC cancellò l'Air Vallée dall'elenco delle imprese italiane titolari di licenza di trasporto aereo.
Nel novembre 2017 Air Vallée aprì un nuovo sito web anticipando un ritorno nei cieli. Nel marzo 2018 furono dettagliati gli aeroporti: Rimini, Pescara, Tirana, Olbia e Catania. Purtroppo niente di tutto questo si avverò e l'11 settembre 2018 fu dichiarato il fallimento della società dal tribunale di Rimini.

## Flotta
| Tipo di aereo                      | Capacità interna posti | In flotta |
| ---------------------------------- | ---------------------- | --------- |
| Airbus A320-200 noleggiati         | 120-150                | 2         |
| Dornier 328JET di proprietà        | 31                     | 2         |
| Fokker F50 di proprietà            | 50                     | 1         |
| McDonnell Douglas MD-83 noleggiato | 130-150-180 adattabili | 1         |
| Gates-Lear Learjet 31 di proprietà | 8                      | 1         |